# كاترينا بودين
كاترينا بودين (بالإنجليزية: Katrina Bowden)‏ (ولدت في 19 سبتمبر 1988) هي ممثلة أميركية. ومعروفة لدورها في 30 روك .

## روابط خارجية
- كاترينا بودين على موقع IMDb (الإنجليزية)
- كاترينا بودين على موقع ميتاكريتيك (الإنجليزية)
- كاترينا بودين على موقع روتن توميتوز (الإنجليزية)
- كاترينا بودين على موقع ألو سيني (الفرنسية)
- كاترينا بودين على موقع أول موفي (الإنجليزية)
- كاترينا بودين على موقع قاعدة بيانات الأفلام السويدية (السويدية)
- كاترينا بودين على موقع إن إن دي بي (الإنجليزية)
- كاترينا بودين على موقع قاعدة بيانات الفيلم (الإنجليزية)
- كاترينا بودين على موقع كينوبويسك (الروسية)